# Волосанов, Алексей
Алексей Волосанов (латыш. Aleksejs Volosanovs; 5 марта 1975) — латвийский футболист, полузащитник. Выступал за сборную Латвии.

## Биография
Воспитанник резекненского футбола. В 1994 году начал выступать за местный «Вайрогс» в высшей лиге Латвии. Провёл в команде непрерывно четыре сезона, в 1997 году клуб был преобразован в ФК «Резекне», но все эти годы выступал не успешно, занимая места в нижней части таблицы. 4 мая 1996 года футболист стал автором хет-трика в матче против «Сконто-Метал» (3:0).
В 1998 году перешёл в более сильный клуб «Динабург» (Даугавпилс), где провёл два сезона, команда в это время дважды занимала четвёртое место в чемпионате. Участвовал в играх еврокубков. В 2000 году вернулся в «Резекне», игравшее к тому времени в первой лиге, а в 2001 году играл за дебютанта высшей лиги «Зибенс/Земессардзе» (Даугавпилс), ставшего безнадёжным аутсайдером сезона.
Всего в высшей лиге Латвии сыграл 123 матча и забил 16 голов.
В 2002 году играл в третьем дивизионе Финляндии за «Канаван Паллохайт» (община Лаукаа, деревня Вухтавуори). В дальнейшем выступал за новый клуб из Резекне — «Дижванаги» в первой лиге, а также за различные любительские клубы низших дивизионов Англии, наиболее известным из них был «Вустер Сити», игравший в Северной конференции. Завершил футбольную карьеру в 2007 году, после того как обанкротился его последний клуб, «Чиппинг Нортон Таун».
Сыграл единственный матч за национальную сборную Латвии — 8 февраля 1998 года в рамках товарищеского турнира против сборной Мальты (1:2) провёл на поле первые 42 минуты.